# Lista över fornlämningar i Ljungby kommun (Agunnaryd)
Lista över fornlämningar i Ljungby kommun (Agunnaryd) är en förteckning av ett urval av de fornlämningar som finns i Agunnaryd i Ljungby kommun.
| Namn                          | Lämningstyp                      | Tillkomsttid | Historisk indelning | Plats | Läge                 | ID-nr          | Bild                                 |
| ----------------------------- | -------------------------------- | ------------ | ------------------- | ----- | -------------------- | -------------- | ------------------------------------ |
| Agunnaryd 2:1                 | Stenkammargrav                   |              | Agunnaryd, Småland  |       | 56.761459, 14.096980 | 10069300020001 | Ladda upp en bild av detta fornminne |
| Jättaröret (Agunnaryd 3:1)    | Stenkammargrav                   |              | Agunnaryd, Småland  |       | 56.759091, 14.124267 | 10069300030001 | Ladda upp en bild av detta fornminne |
| Agunnaryd 6:1                 | Kyrka/kapell                     |              | Agunnaryd, Småland  |       | 56.742797, 14.148367 | 10069300060001 | Ladda upp en bild av detta fornminne |
| Agunnaryd 7:1                 | Stenkammargrav                   |              | Agunnaryd, Småland  |       | 56.729321, 14.078318 | 10069300070001 | Ladda upp en bild av detta fornminne |
| Agunnaryd 8:1                 | Röse                             |              | Agunnaryd, Småland  |       | 56.749185, 14.147543 | 10069300080001 | Ladda upp en bild av detta fornminne |
| Agunnaryd 8:2                 | Stensättning                     |              | Agunnaryd, Småland  |       | 56.749274, 14.147432 | 10069300080002 | Ladda upp en bild av detta fornminne |
| Agunnaryd 8:3                 | Grav markerad av sten/block      |              | Agunnaryd, Småland  |       | 56.749033, 14.147606 | 10069300080003 | Ladda upp en bild av detta fornminne |
| Agunnaryd 9:1                 | Röse                             |              | Agunnaryd, Småland  |       | 56.748358, 14.149931 | 10069300090001 | Ladda upp en bild av detta fornminne |
| Agunnaryd 16:1                | Stenkammargrav                   |              | Agunnaryd, Småland  |       | 56.731310, 14.172922 | 10069300160001 | Ladda upp en bild av detta fornminne |
| Agunnaryd 17:1                | Stenkammargrav                   |              | Agunnaryd, Småland  |       | 56.718184, 14.237470 | 10069300170001 | Ladda upp en bild av detta fornminne |
| Källarholmen (Agunnaryd 21:1) | Borg                             |              | Agunnaryd, Småland  |       | 56.709899, 14.151061 | 10069300210001 | Ladda upp en bild av detta fornminne |
| Agunnaryd 22:1                | Röse                             |              | Agunnaryd, Småland  |       | 56.706838, 14.217909 | 10069300220001 | Ladda upp en bild av detta fornminne |
| Agunnaryd 24:1                | Stenkammargrav                   |              | Agunnaryd, Småland  |       | 56.737695, 14.195748 | 10069300240001 | Ladda upp en bild av detta fornminne |
| Agunnaryd 28:1                | Stensättning                     |              | Agunnaryd, Småland  |       | 56.713416, 14.170491 | 10069300280001 | Ladda upp en bild av detta fornminne |
| Agunnaryd 29:1                | Röse                             |              | Agunnaryd, Småland  |       | 56.706186, 14.161162 | 10069300290001 | Ladda upp en bild av detta fornminne |
| Agunnaryd 29:2                | Röse                             |              | Agunnaryd, Småland  |       | 56.705894, 14.161229 | 10069300290002 | Ladda upp en bild av detta fornminne |
| Agunnaryd 35:1                | Stenkammargrav                   |              | Agunnaryd, Småland  |       | 56.695493, 14.134427 | 10069300350001 | Ladda upp en bild av detta fornminne |
| Agunnaryd 37:1                | Stensättning                     |              | Agunnaryd, Småland  |       | 56.677597, 14.161360 | 10069300370001 | Ladda upp en bild av detta fornminne |
| Agunnaryd 38:1                | Röse                             |              | Agunnaryd, Småland  |       | 56.746366, 14.155265 | 10069300380001 | Ladda upp en bild av detta fornminne |
| Agunnaborg (Agunnaryd 39:1)   | Slott/herresäte                  |              | Agunnaryd, Småland  |       | 56.745769, 14.158169 | 10069300390001 | Ladda upp en bild av detta fornminne |
| Garpholmen (Agunnaryd 41:1)   | Fästning/skans                   |              | Agunnaryd, Småland  |       | 56.713747, 14.150693 | 10069300410001 | Ladda upp en bild av detta fornminne |
| Agunnaryd 46:1                | Stenkammargrav                   |              | Agunnaryd, Småland  |       | 56.757134, 14.177802 | 10069300460001 | Ladda upp en bild av detta fornminne |
| Agunnaryd 50:1                | Husgrund, förhistorisk/medeltida |              | Agunnaryd, Småland  |       | 56.745118, 14.150577 | 10069300500001 | Ladda upp en bild av detta fornminne |
| Agunnaryd 69:1                | Stenkammargrav                   |              | Agunnaryd, Småland  |       | 56.785200, 14.196326 | 10069300690001 | Ladda upp en bild av detta fornminne |
| Agunnaryd 74:1                | Stenkammargrav                   |              | Agunnaryd, Småland  |       | 56.712899, 14.093795 | 10069300740001 | Ladda upp en bild av detta fornminne |
| Agunnaryd 84:1                | Hällristning                     |              | Agunnaryd, Småland  |       | 56.744631, 14.149100 | 10069300840001 | Ladda upp en bild av detta fornminne |
| Agunnaryd 168:1               | Kvarn                            |              | Agunnaryd, Småland  |       | 56.759082, 14.257257 | 10069301680001 | Ladda upp en bild av detta fornminne |
| Agunnaryd 172                 | Stensättning                     |              | Agunnaryd, Småland  |       | 56.759835, 14.213109 | 12000000057537 | Ladda upp en bild av detta fornminne |
| Agunnaryd 176                 | Stenkammargrav                   |              | Agunnaryd, Småland  |       | 56.759518, 14.213063 | 12000000057541 | Ladda upp en bild av detta fornminne |